# Горња Брвеница
Горња Брвеница је насеље у општини Пљевља у Црној Гори. Према попису из 2003. било је 291 становника (према попису из 1991. било је 318 становника).

## Демографија
У насељу Горња Брвеница живи 234 пунолетна становника, а просечна старост становништва износи 43,5 година (42,1 код мушкараца и 45,0 код жена). У насељу има 86 домаћинстава, а просечан број чланова по домаћинству је 3,38.
Ово насеље је углавном насељено Србима (према попису из 2003. године), а у последња три пописа, примећен је пад у броју становника.
|  |

| Демографија | Демографија | Демографија |
| Година      | Становника  | Становника  |
| ----------- | ----------- | ----------- |
|             |             |             |
|             |             |             |
|             |             |             |
|             |             |             |
| 1948.       | 591         |             |
| 1953.       | 629         |             |
| 1961.       | 594         |             |
| 1971.       | 518         |             |
| 1981.       | 468         |             |
| 1991.       | 318         | 317         |
| 2003.       | 291         | 291         |
|             |             |             |

| Етнички састав према попису из 2003.‍ | Етнички састав према попису из 2003.‍ | Етнички састав према попису из 2003.‍ | Етнички састав према попису из 2003.‍ | Етнички састав према попису из 2003.‍ |
| ------------------------------------ | ------------------------------------ | ------------------------------------ | ------------------------------------ | ------------------------------------ |
|                                      |                                      |                                      |                                      |                                      |
| Срби                                 | Срби                                 |                                      | 226                                  | 77,66%                               |
| Црногорци                            | Црногорци                            |                                      | 49                                   | 16,83%                               |
| Муслимани                            | Муслимани                            |                                      | 8                                    | 2,74%                                |
| непознато                            | непознато                            |                                      | 0                                    | 0,0%                                 |

| Година пописа     | 1948. | 1953. | 1961. | 1971. | 1981. | 1991. | 2003. |
| ----------------- | ----- | ----- | ----- | ----- | ----- | ----- | ----- |
| Број домаћинстава | 93    | 104   | 114   | 118   | 106   | 103   | 86    |

| Број чланова      | 1  | 2  | 3  | 4  | 5 | 6 | 7  | 8 | 9 | 10 и више | Просек |
| ----------------- | -- | -- | -- | -- | - | - | -- | - | - | --------- | ------ |
| Број домаћинстава | 86 | 17 | 21 | 15 | 9 | 7 | 11 | 3 | 1 | 0         | 2      |

| Пол    | Укупно | Неожењен/Неудата | Ожењен/Удата | Удовац/Удовица | Разведен/Разведена | Непознато |
| ------ | ------ | ---------------- | ------------ | -------------- | ------------------ | --------- |
| Мушки  | 122    | 39               | 70           | 11             | 2                  | 0         |
| Женски | 121    | 21               | 69           | 31             | 0                  | 0         |
| УКУПНО | 243    | 60               | 139          | 42             | 2                  | 0         |

| Пол    | Укупно                    | Пољопривреда, лов и шумарство | Рибарство                            | Вађење руде и камена | Прерађивачка индустрија       |
| ------ | ------------------------- | ----------------------------- | ------------------------------------ | -------------------- | ----------------------------- |
| Мушки  | 49                        | 8                             | 0                                    | 5                    | 4                             |
| Женски | 16                        | 10                            | 0                                    | 0                    | 0                             |
| УКУПНО | 65                        | 18                            | 0                                    | 5                    | 4                             |
| Пол    | Производња и снабдевање   | Грађевинарство                | Трговина                             | Хотели и ресторани   | Саобраћај, складиштење и везе |
| Мушки  | 6                         | 9                             | 0                                    | 0                    | 4                             |
| Женски | 0                         | 0                             | 4                                    | 0                    | 0                             |
| УКУПНО | 6                         | 9                             | 4                                    | 0                    | 4                             |
| Пол    | Финансијско посредовање   | Некретнине                    | Државна управа и одбрана             | Образовање           | Здравствени и социјални рад   |
| Мушки  | 0                         | 0                             | 9                                    | 2                    | 0                             |
| Женски | 0                         | 0                             | 1                                    | 0                    | 0                             |
| УКУПНО | 0                         | 0                             | 10                                   | 2                    | 0                             |
| Пол    | Остале услужне активности | Приватна домаћинства          | Екстериторијалне организације и тела | Непознато            | Непознато                     |
| Мушки  | 0                         | 0                             | 0                                    | 2                    | 2                             |
| Женски | 0                         | 0                             | 0                                    | 1                    | 1                             |
| УКУПНО | 0                         | 0                             | 0                                    | 3                    | 3                             |